# Ringarzt
Ein Ringarzt kommt als Arzt vor allem beim Boxen am Boxring zum Einsatz. Die Bezeichnung wird auch bei einigen anderen Kampfsportarten benutzt. 

## Situation in Deutschland
Um in Deutschland als Ringarzt tätig zu sein, muss eine mehrtägige Spezialausbildung absolviert werden.

### Ausbildung
Die Spezialausbildung als Ringarzt erfordert eine vorgängige ärztliche Approbation. Die Teilnehmer werden dabei in speziellen medizinischen Aspekten des Boxsports sowie dem sicheren Umgang mit Verletzungen und Notfallsituationen geschult. Der Abschluss berechtigt zur medizinischen Teilnahme an Boxveranstaltungen.

### Aufgaben
Beim Amateurboxen ist die Tätigkeit des Ringarztes nicht nur in § 22 der Wettkampfbestimmungen des Deutschen Boxsport-Verband e.V. (DBV, früher DABV), sondern auch in einer eigenständigen Ordnung „Der Ringarzt im Amateurboxsport“ geregelt.